# Spirit (xe tự hành)
Spirit, còn được gọi là MER-A (Mars Exploration Rover - A) hoặc MER-2, là một xe tự hành trên sao Hỏa, hoạt động từ năm 2004 đến 2010. Đây là một trong hai xe tự hành của Chương trình xe tự hành thám hiểm sao Hỏa của NASA. Nó hạ cánh thành công trên sao Hỏa lúc 04:35 giờ UTC vào ngày 4 tháng 1 năm 2004, ba tuần trước khi chiếc xe tự hành song sinh của nó, Opportunity (MER-B), đáp xuống phía bên kia hành tinh này. Tên của nó được chọn thông qua một cuộc thi tiểu luận của sinh viên do NASA bảo trợ. Chiếc xe tự hành này đã bị mắc kẹt vào cuối năm 2009, và thông tin liên lạc cuối cùng của nó với Trái đất đã được gửi vào ngày 22 tháng 3 năm 2010.
Sprit đã hoàn thành nhiệm vụ đề ra trong 90 ngày của nó. Được hỗ trợ bằng cách các kỹ thuật làm sạch dẫn đến việc có nhiều năng lượng hơn từ các tấm pin mặt trời, Spirit đã hoạt động hiệu quả hơn hai mươi lần so với kế hoạch đã định của NASA. Spirit cũng đã đi được 7,73 km (4,8 dặm) thay vì chiều dài theo kế hoạch là 600 m (0,4 mi), cho phép việc phân tích địa chất rộng hơn của đất đá sao Hỏa và các đặc điểm bề mặt hành tinh. Kết quả khoa học ban đầu từ giai đoạn đầu tiên của nhiệm vụ (nhiệm vụ chính trong 90 ngày) đã được xuất bản trong một số báo đặc biệt của tạp chí Science.
Vào ngày 1 tháng 5 năm 2009 (5 năm, 3 tháng, 27 ngày sau khi hạ cánh, 21,6 lần thời gian nhiệm vụ đã lên kế hoạch), Sprit đã bị kẹt trong đất mềm. Đây không phải là lần đầu tiên nó bị kẹt khi làm nhiệm vụ và trong tám tháng sau, NASA đã phân tích kỹ lưỡng tình hình, chạy mô phỏng lý thuyết và thực tiễn dựa trên Trái Đất, và cuối cùng là lập trình cho Spirit nỗ lực tự giải phóng. Những nỗ lực này tiếp tục cho đến ngày 26 tháng 1 năm 2010 khi các quan chức NASA thông báo rằng Spirit không thể thoát ra được bởi vì vị trí của nó trong đất mềm, mặc dù nó tiếp tục thực hiện nghiên cứu khoa học từ vị trí hiện tại của nó.